# Jove i bonica
Jeune et Jolie (literalment en català: "Jove i bonica") és una pel·lícula francesa del 2013, drama al llarg de quatre estacions sobre la sexualitat dels adolescents dirigida per François Ozon i produïda per Eric i Nicolas Altmayer. És protagonitzada per Marine Vacth, que interpreta a Isabel, una prostituta adolescent, i per Charlotte Rampling, Johan Leysen, Géraldine Pailhas i Frédéric Pierrot. La pel·lícula va ser nominada per la Palma d'Or al Festival de Canes del 2013 on va rebre elogis de la crítica. i va ser mostrada al Festival de cinema Internacional de Toronto del mateix any. Ha estat doblada al català.

## Argument
A la Isabelle, estudiant de 17 anys, una primera experiència sexual frustrant li provoca unes turbulències interiors que resol fent-se prostituta ocasional.

## Repartiment
- Marine Vacth com a Isabelle
- Charlotte Rampling com a Alice, vídua de Georges
- Johan Leysen com a Georges Ferriere, client d'Isabelle
- Frédéric Pierrot com a Patrick, padraste d'Isabelle
- Géraldine Pailhas com a Sylvie, mare d'Isabelle.
- Nathalie Richard com a Véro
- Akéla Sari com a Mouna
- Lucas Prisor com a Felix, un turista alemany
- Fantin Ravat com a Victor, germà d'Isabelle
- Laurent Delbecque com a Alex
- Carole Franck com el policia